# Reaktorji IV. generacije
Reaktorji IV- generacije (Gen IV) so teoretični jedrski reaktorji, ki so trenutno v fazi raziskovanja. Večina konceptov ne bo pripravljena za konstrukcijo pred letom 2030. Reaktorji, ki trenutno obratujejo po svetu so druge ali tretje generacije, starejši prve generacije pa so že nekaj časa upokojeni. Reaktorji pete generacije so reaktorji, ki naj bi bili mogoči v prihodnosti z razvojem novih tehnologij.

## Tipi reaktorjev
Sprva je bilo predlagano več reaktorjev, pozneje se je seznam skrčil na najbolj optimalne, ki bi ustrezali GEN IV iniciativi. Trije tipi so termični, trije tipi pa hitri reaktorji. VHTR (ang. Very High Temperature Reactor) naj bi omogočil termokemično proizvodnjo vodika pri visoki temperaturi.
Hitri reaktorji naj bi proizvedli več cepljivega materiala, kot ga porabijo. Proizvedeni cepljivi material bi potem lahko uporabili obstoječi termični reaktorji. Hitri reaktorji bi lahko tudi transmutirali odpadke.

### Termični reaktorji
Termični reaktorji uporabljajo gorivo, ki za cepitev potrebujejo termalizirane nevtrone, tj. nevtrone, ki nastanejo v verižni reakciji z visokimi energijami, nato pa se upočasnijo do temperature okolice (termalizirajo), kar predstavlja hitrosti okrog 3000 m/s. Za upočasnjevanje potrebujejo snov z majhnim absorpcijskim presekom za absorpcijo nevtronov in jedri, ki imajo maso, primerljivo z maso nevtrona, da lahko s trki učinkovito predajajo energijo.

#### Visokotemperaturni reaktor
VHTR (Very-high-temperature reactor) je koncept, ki uporablja grafit kot moderator, za hlajenje pa tekočo sol ali helij. Temperatura izhodnega medija naj bi dosegla 1000 °C. Jedro reaktorja bo prizmatični blok ali pa bo jedro v obliki kroglic (ang. pebble). Visoka temperatura se bo lahko poleg proizvodnje elektrike uporabljala za termokemično (jod-žveplov postopek) proizvodnjo vodika. Reaktor je zasnovan s pasivnimi varnostnimi ukrepi.
Konstrukcija prvega VHTR - južnoafriškega PBMR (pebble bed modular reactor) se je ustavila zaradi pomanjkanja sredstev.
Kitajska je začela z gradnjo 200 MWe Visokotemperaturnega reaktorja s krogličnim gorivom, ki bo naslednik HTR-10.
Leta 2012, na tekmovanju za reaktor naslednje generacije (Next Generation Nuclear Plant), je Idaho National Laboratory odobril Arevin koncept prizmatičnega bloka  HTGR (High Temperature Gas Reactor) in naj bi bil izdelan do leta 2021. Predloge so ponudili tudi pri General Atomics in Westinghouse.

#### Reaktor na tekočo sol (MSR)
Reaktor na tekočo sol (MSR) (ang. Molten Salt Reactor) je tip jedrskega reaktorja, pri katerem je hladilo mešanica tekoče soli, v mešanici je lahko tudi jedrsko gorivo. Obstaja veliko načrtov za ta reaktor z nekaj prototipi. Prvi koncepti so uporabljali gorivo uranov tetrafluorid ali pa torij v mešanici soli. Ta tekočina bi dosegla kritičnost, ko bi pritekla v jedro z grafitnim moderatorjem. Prednost te izvedbe so visoke temperature delovnega medija brez vrenja. Gen IV MSR je v bistvu epitermični reaktor, ne termalni, zaradi visoke povprečne hitrosti nevtronov, ki so hitrejši od termičnih nevtronov. 
LFTR (liquid fluoride thorium reactor) tudi lifter je termični oplodni reaktor na tekočo sol, ki uporablja torijev cikel. Tekoča sol je iz fluorida in doseže visoke temperature pri atmosferskem tlaku.

#### Reaktorji hlajeni s superkritično vodo (SCWR)
Reaktorji hlajeni s superkritično vodo  je nov tip reaktorja s povečanim termodinamičnim izkoristkom, ker uporablja vodo pri pogojih nad kritično točko, ko ne moremo več ločevati med plinasto in kapljevinasto fazo. Temperatura superkritične vode je nad 647,096 Kelvinov in tlak nad 22,064 MPa (217 atmosfer). Hitrost nevtronov je višja kot pri termičnih nevtronov, zato oznaka epitermični reaktor. Drugače so podobni lahkovodnim reaktorjem (LWR), le z višjim tlakom in temperaturo hladila. SCWR reaktorji uporabljajo en (direktni) cikel kot vrelnodovni reaktorji (BWR) vendar v sredici reaktorja voda ne vre, zato so v tem pogledu bolj podobni tlačnovodnim reaktorjem (PWR). Delujejo pri višjih temperaturah kot PWR in BWR, kar poveča termodinamski izkoristek do 45%. Trenutni močnostni reaktorji dosegajo izkoristke okrog 33%.
SCWR naj bi občutno zmanjšal stroške proizvodnje energije, predvsem bi porabil manj jedrskega goriva. Uporabil bi deloma že obstoječo tehnologijo superkritičnih uparjalnikov, ki se že uporablja v nekaterih termičnih elektrarnah.

### Hitri reaktorji
Hitri reaktorji uporabljajo hitre nevtrone (rusko: Bistrij Nevtroni), to so nevtroni, ki nastanejo pri cepitvi jeder in povzročijo novo cepitev brez predhodne moderacije. Lahko tudi zmanjšajo delež težkih nuklidov v izrabljenem gorivu iz obstoječih termičnih reaktorjev, lahko pa jih konfiguriramo kot oplodne reaktorje (ang. breeder reactor); v tem primeru z reakcijami s hitrimi nevtroni oplodijo necepljive izotope (denimo urana ali torija) in jih pretvorijo v cepljivo gorivo, kot ga uporabljamo v obstoječih reaktorjih. 
Naravni uran vsebuje le 0,72% 235U, ki je cepljiv (termični nevtroni povzročijo cepitev) in ga uporabljajo obstoječi reaktorji, z oplodnimi reaktorji pa bi lahko izkoristili tudi 238U, ki predstavlja veliko večino naravnega urana. Hitri nevtroni lahko 238U transmutirajo v težje cepljive nuklide in tako ustvarjajo novo gorivo. Podobno velja za oplodne reaktorje, ki oplajajo 232Th.
Z njimi lahko teoretično porabimo ves uran (ne samo 0,72% U235, ) in tako povečamo zaloge uporabnega jedrskega goriva več kot stokrat.

#### Plinsko hlajeni hitri reaktor (GFR)
Plinsko hlajeni hitri reaktor je koncept, ki uporablja hitre nevtrone za transmutacijo aktinidov ali pa proizvodnjo novega jedrskega goriva. Reaktor je hlajen s helijem z izhodno temperaturo 850 °C, ki potem žene plinsko turbino z Brajtonovim ciklom. Izkoristek je zaradi velike temperature precej večji kot današnji reaktorji. Gorivo je prilagojeno visoki temperaturi (npr. keramično gorivo).

#### Hitri reaktor hlajen z natrijem (SFR)
Hitri reaktor hlajen z natrijem (Sodium-Cooled Fast Reactor - SFR), je tip reaktorja hlajen s tekočim natrijem, ki uporablja tehnologijo hlajenja s tekočo kovino (Liquid Metal Fast Breeder Reactor - LMFBR) in (Integral Fast Reactor - IFR)
Cilj je povečani izkoristek z uporabo oplodnih reaktorjev, ki proizvajajo plutonij. Reaktor nima moderatorja in zaradi reakcij s hitrimi nevtroni zmanjšuje koncentracije transuranskih elementov (aktinidov), tako pa zmanjša količino nuklidov z dolgimi razpolovnimi časi v odpadnem gorivu. Če se poveča temperatura reaktorja, se gorivo razširi in se avtomatsko upočasni reakcija - pasivna nuklearna varnost. SFR reaktor je hlajen s tekočim natrijem, gorivo je lahko kovinska litina urana in plutonija ali pa porabljeno jedrsko gorivo iz termičnih reaktorjev. Velik problem je eksplozivna reakcija natrija, če pride v kontakt z vodo. Prednost je, da je hladivo pri atmosferskem (nizkem) tlaku, tako je manjša možnost puščanja. 
Kitajska gradi svoj prvi veliki SFR reaktor (800MWe) v kraju Sanming. Rusi bodo dobavili tehnologijo iz BN-800 in bo prvi primer, ko gre za izvoz tehnolgije za hitre reaktorje.
V Indiji gradijo Prototype Fast Breeder Reactor - PFBR, 500MWe enoto, ki naj bi bila v uporabi 2014/2015.

#### Hitri reaktor hlajen s svincem (LFR)
Hitri reaktor hlajen s svincem. (Lead-cooled Fast Reactor - LFR) je predlagan tip reaktorja hlajen z naravno konvekcijo svinca. Temperatura bo 550 °C, mogoče do 800 °C. Visokotemperaturna različica se bo lahko uporabila za termokemično proizvodnjo vodika. Na voljo bo v več velikostih od 50-150MWe, 300-400MWe in večji 1200MWe. 

## Prednosti in slabosti
Prednosti 4. generacija nad sedanjimi reaktorji:
- manj radioaktivno odpadno gorivo[8]
- do stokrat (teoretično) več energije iz goriva z uporabo oplodnih reaktorjev  [9]
- uporaba odpadnih goriv iz trenutnih reaktorjev
- večja varnost

Slabosti:
- burna reakcija natrija, če pride s kontakt z vodo
- več reprocesiranja goriva

## Države, ki sodeluejo pri reaktorjih 4. Generacije
Takimenovani GIF forum (Generation IV International Forum)
- Argentina
- Brazilija
- Kanada
- Ljudska republika Kitajska  Arhivirano 2011-03-20 na Wayback Machine.
- Evropska unija  Arhivirano 2012-10-01 na Wayback Machine.
- Francija
- Japonska
- Južna Koreja  Arhivirano 2011-11-22 na Wayback Machine.
- Rusija
- Južna Afrika  Arhivirano 2013-01-25 na Wayback Machine.
- Švica  Arhivirano 2009-04-22 na Wayback Machine.
- Združeno kraljestvo  Arhivirano 2009-12-17 na Wayback Machine.
- ZDA